# روبرت موراي (لاعب هوكي الجليد)
روبرت موراي هو لاعب هوكي الجليد كندي، ولد في 17 أكتوبر 1951 في كالغاري في كندا.

## وصلات خارجية
- روبرت موراي على موقع EliteProspects.com (الإنجليزية)
- روبرت موراي على موقع HockeyDB.com (الإنجليزية)